# Le Signe du Chaos
Le Signe du Chaos (titre original : Sign of Chaos) est un roman de fantasy publié en 1987, le huitième du cycle des Princes d'Ambre de l'écrivain américain Roger Zelazny.